# 헌터 × 헌터의 등장지역 목록
'헌터 x 헌터의 등장지역 목록'은 토가시 요시히로의 만화 《헌터 x 헌터》에 등장하는 가상의 지역을 말한다.

## 헌터 시험 편

### 고래섬
풍부한 자연에 둘러싸여 있으며 멀리서 보면 '고래'의 모양과 닮았다. 이곳에는 헤비부나 서식지 등이 있으며, 근원이 어부들이 장기 체류하는 섬 이어서 그런지 영주 하는 사람은 많지 않다.

### 도레 항구
헌터 시험의 가장 가까운 항구다.

### 자반시
제287기 헌터 시험의 집합 장소가있는 도시로, 해체범 죠네스 의해 146명 이상의 시민이 살해 된 사건이 발생한 적이 있다.

### 지하도
제287기 헌터 시험의 제 1 차 시험 장소인 자반시의 지하도. 이곳을 나오면 누레메 습지가 있다.

### 누메레 습지
제287기 헌터 시험 제 1 차 시험 장소로 희귀 동물이 많이 서식하고있는 습지다.

### 비스카 삼림 공원
제287기 헌터 시험의 제 2 차 시험 장소다. 세계에서 가장 사나운 돼지 그레이트 스탬프가 서식하고있다.

### 자폰
한조의 출신 국가다. 작은 섬나라로 소수 문헌에서 밖에 소개되지 않았으며, 제287기 헌터 시험 제 2 차 시험 과목으로 자폰의 전통요리 스시가 출제 되었다.

### 마후타쯔 산
제287기 헌터 시험 제 2 차 시험 장소다. 산이 중간에 강에 의해 두 동강으로 나뉘어 있으며, 쿠모와시가 서식하고 있다.

### 트릭 타워
제287기 헌터 시험 제 3차 시험 장소다. 타워의 외벽 근처에서 인면 새가 날고 있어 위험하다. 

### 제빌 섬
제287기 헌터 시험 제 4 차 시험 장소다.

### 군함 섬
제287기 헌터 시험 제 3차 시험 장소이며, TVA 1999년 오리지널 설정의 등장 지역이다.

## 쿠쿠르 마운틴 / 요크신 시티 편

### 파드키아 공화국
천공 투기장과 같은 대륙에 있는 나라다. 내륙에 있는 '덴토라 지역'의 '쿠쿠르 마운틴의 조르딕가 거처'가 유명하다.

### 쿠쿠르 마운틴
조르딕가의 소유로 해발 3722m로 파드키아 공화국 '덴토라 지역'의 '쿠쿠르 마운틴'은 유명 암살일가 조르딕가의 거처로 알려져 있으며, 버스를 타고 구경을 할 만큼 유명 관광지 코스다.

### 천공 격투장
세계 4위의 높이 991m를 자랑하는 지상 251층 건물이다. 일일 평균 4,000명이 높은 층을 목표로 경진하며, 싸움을 원하는 사람에게는 최고의 장소로 많은 관광객이 방문한다.

### 천이회
난해한 위치에 있는 전문 사냥꾼 일을 알선하는 중개소다.

### 요크신 시티
《아이지엔 대륙》의 서쪽 끝에 있는 도시다. 매년 9월 ~ 10일에는 세계 최대 규모의 경매장 요크신 드림 경매가 개최된다.

### 서전 피스
요크 신 시티에서 가장 권위가 있는 옥션 하우스. 입장권을 겸하고 있는 경매 목록을 사려면 12,000,000J가 필요하다.

## 그리드 아일랜드 편

### 그리드 아일랜드
《아이지엔 대륙》과 요르비안 대륙 사이에 위치한 섬으로, 곤의 아버지인 진과 그 동료들이 만든 게임 전용의 무대가 되는 곳이다.

도시 '안토키바', '마사도라', '아이아이', '소후 플라비', '리메이로'가 있다.

#### 경품 도시 안토키바
그리드 아일랜드의 출발점에서 가장 가까운 곳에 있는 도시. 매월 15일에 매달 대회가 개최되며, 우승자에게는 지정 포켓 카드가 증정된다.

#### 마법 도시 마사도라
그리드 아일랜드에서 유일하게 주문 카드를 판매하는 도시. 클리어를 단념하고 이탈 카드를 얻으려는 사람들이 모여있다. 

#### 연애 도시 아이아이
그리드 아일랜드에서 다양한 만남을 즐길 수 있는 곳. 유치한 만남이 널려있다. 

#### 해안 도시 소후 플라비
그리드 아일랜드에 있는 해안 도시로 레이저와 13인의 악마를 이기면 아름다운 해안선을 볼 수 있다. 카드 아이템 「No.002 한 평의 해안선 SS」을 얻을 수 있는 곳.

#### 캐슬타운 리메이로
그리드 아일랜드를 클리어 한 사람이 마지막으로 방문하는 장소로 게임 마스터가 산다고 하는 거대한 성이 있는 도시.

## 키메라 앤트 편

### 카킹국
아이지엔 대륙 중간 부근에 위치한 나라. 카이토 일행이 미등록 생물을 찾고 있던 곳.

### 요크신 시티
요르비안 대륙의 서쪽 끝에 있는 도시.

### 미테네 연방
바르제도에 속하는 섬으로 이루어진 연방 국가다.

국가 '동고르트 공화국', 'NGL 자치국', '로카리오 공화국'이 있다.

### 동고르트  공화국
미테네 연방을 구성하고 있는 나라의 하나로 서쪽 고루토 공화국과 국경을 접하고 있다. 마사도르 데이고 총가 독재하고 있다. 이름뿐인 공화제로 일부 고위 관료를 제외한 국민 전반의 생활은 매우 열악하다.

궁전: 오른쪽 탑, 왼쪽 탑, 중앙 탑, 안뜰로 구성되어 있으며 오른쪽 탑 왼쪽 탑은 2층 중앙 탑은 3층이다. 지하 5km 북쪽에는 A · B · C · D · E의 5 개의 격납고가 잠자리 모양으로 존재하며, 엘리베이터로 상승 할 때 비밀번호가 필요하다.

### NGL 자치국
미테네 연방을 구성하는 국가 중 하나이며, 친환경 단체 조직 네오 그린 라이프(영어: Neo Green Life, 약칭: NGL)의 자치 국가다. 인구 217만 명 중 99%가 단체원이고 나머지 1%는 자원 봉사자로 구성 됐으며, 기계 문명을 버리고 자연 회귀의 생활과 자연 보호를 목적으로 하고 있다.

### 로카리오 공화국
미테네 연방을 구성하는 국가 중 하나. 운하를 경계로 NGL 자치 국가에 인접한다.

## 암흑대륙
세계지도 바깥에 존재하는 거대한 땅. 이곳의 존재조차 모르는 이가 대부분이며, 매우 위험하기 때문에, 일반인의 출입을 통제하고 있다.

## 그 외

### 유성가
사회적으로 존재가 인정되지 않아 공식적으로는 아무도 살지 않는 것으로 되어있다. 무엇을 버리든 용서되는 도시. 세계에서 가장 많은 인종이 살고 있으며 토지 면적은 약 6,000 평방 킬로미터. 폐기되는 쓰레기를 재활용 하여 약 800만 명이 살고 있는 것으로 알려져 있다.

### 루크소 지방
크라피카의 고향. 쿠르타족이 살던 곳.